# Cyclosa shinoharai
Cyclosa shinoharai är en spindelart som beskrevs av Akio Tanikawa och Ono 1993. Cyclosa shinoharai ingår i släktet Cyclosa och familjen hjulspindlar.
Artens utbredningsområde är Taiwan. Inga underarter finns listade i Catalogue of Life.